# Hashim al-Atassi
Hashim al-Atassi (Homs 6 december 1875 - 5 december 1960) was een Syrische politicus. Van 1936 tot 1939 en vervolgens van 1949 tot 1951 en van 1954 tot 1955 was hij president van Syrië.

## Levensloop
Hashim al-Atassi werd geboren in de grote, landhoudende en politiek actieve familie Atassi.
Hij studeerde bestuurskunde aan de Mekteb-i Mülkiye in Istanbul en studeerde af in 1893. Hij begon zijn politieke carrière in 1888 in het Ottomaanse vilayet van Beiroet, en was door de jaren heen, tot 1918, gouverneur van Homs, Hama, Baalbek, Anatolië en Jaffa, waartoe ook de toen nog kleine buitenwijk Tel Aviv behoorde.
In 1919, na de nederlaag van Ottomaans Turkije tijdens de Eerste Wereldoorlog, werd hij gekozen tot voorzitter van het Syrische Nationale Congres, het equivalent van een modern parlement. Op 8 maart 1920 riep dat orgaan de onafhankelijkheid uit als een constitutionele monarchie, onder koning Faisal I. Hij werd premier tijdens deze korte periode, want de Franse bezetting volgde al snel onder de voorwaarden van de Sykes-Picot-overeenkomst en een mandaat van de Volkenbond. (Zie ook: Conferentie van San Remo).
Tijdens zijn ambtstermijn benoemde Atassi de ervaren onafhankelijkheidsactivist en staatsman Abd al-Rahman Shahbandar, een van de leiders van de Syrische nationalistische beweging tegen het Ottomaanse Rijk tijdens de Eerste Wereldoorlog, tot minister van Buitenlandse Zaken. Hij delegeerde Shahbandar om allianties tussen Syrië en Europa te formuleren, in een vergeefse poging om de implementatie van een Frans mandaat te voorkomen. Frankrijk kwam snel in actie om de Syrische onafhankelijkheid ongedaan te maken. De Franse Hoge Commissaris Henri Gouraud stelde Faisal een ultimatum voor en eiste de overgave van Aleppo aan het Franse leger, de ontmanteling van het Syrische leger, de aanpassing van de Franse frank in Syrië en de ontbinding van de regering-Atassi. Shahbandar's pogingen om een compromis te sluiten met Gouraud bleken zinloos, en het kabinet van Atassi werd op 24 juli 1920 ontbonden, toen de Fransen het Syrische leger versloegen in de Slag bij Maysalun en hun mandaat over Syrië oplegden.
- Bibliothèque nationale de France: cb167112722 (data)
- Gemeinsame Normdatei: 142687944
- International Standard Name Identifier: 0000 0001 0676 6101
- Library of Congress Control Number: n2006202553
- Système universitaire de documentation: 175899878
- Virtual International Authority File: 24038981
- WorldCat: E39PBJgmQfgfMtt8bcGbpGYtrq